# Dynastia Kantakuzenów
Dynastia Kantakuzenów (gr. Καντακουζηνός (Kantakouzenos)) – dynastia władająca Cesarstwem Bizantyjskim i w Morei.

## Historia
Rodzina była jedną z najbogatszych w Bizancjum. Nazwisko pochodzi od miejscowości Kouzenas w pobliżu Smyrny. Pierwszy przedstawiciel nieznany z imienia pojawia się za panowania Aleksego I Komnena (ok. 1100). Znani są też wojskowi z tego okresu: Jan Kantakuzen, który zginął w bitwie Myriokefalon w 1176. W okresie czwartej krucjaty ród był jednym z największych posiadaczy ziemskich w Cesarstwie Bizantyńskim. W okresie Paleologów zrobili szybką karierę – Michał Kantakuzen – bizantyński arystokrata, pierwszy despota Morei, panujący w Mistrze od 1308 roku 1316, ojciec cesarza bizantyjskiego Jana VI w latach 1347–1354. Synem tego z kolei był Mateusz Kantakuzen, cesarz bizantyjski 1353–1357, despota Morei w latach 1380–1383. Córki Jana VI poślubiły: Helena – cesarza Jana V Paleologa, Maria – Nikefora II Orsiniego z Epiru, a Theodora – Orhana I, sułtana Turków osmańskich. Ostatnią przedstawicielka rodu była Eudokia, która zmarła we Włoszech w 1488. Na pokrewieństwo z tym bizantyńskim rodem powoływał się rumuński ród Cantacuzino, władający w Mołdawii i na Wołoszczyźnie w XVII-XVIII w.

## Cesarze bizantyńscy
- Jan VI Kantakuzen 1347–1354
- Mateusz Kantakuzen 1353–1357

## Despoci Morei (Mistry)
- Michał Kantakuzen 1308–1316
- Manuel Kantakuzen 1348–1380
- Mateusz Kantakuzen 1380–1383
- Demetriusz I 1383